# Piper indecorum
Piper indecorum är en pepparväxtart som beskrevs av Carl Sigismund Kunth. Piper indecorum ingår i släktet Piper och familjen pepparväxter. Inga underarter finns listade i Catalogue of Life.